# Eois chione
Eois chione är en fjärilsart som beskrevs av Louis Beethoven Prout 1933. Eois chione ingår i släktet Eois och familjen mätare. Inga underarter finns listade i Catalogue of Life.